# NGC 85
NGC 85 je čočková galaxie nacházející se v souhvězdí Andromedy. Objevil ji skotský astronom Ralph Copeland v roce 1873 reflektorem o průměru 72 palců (183 cm).